# Petersglocke

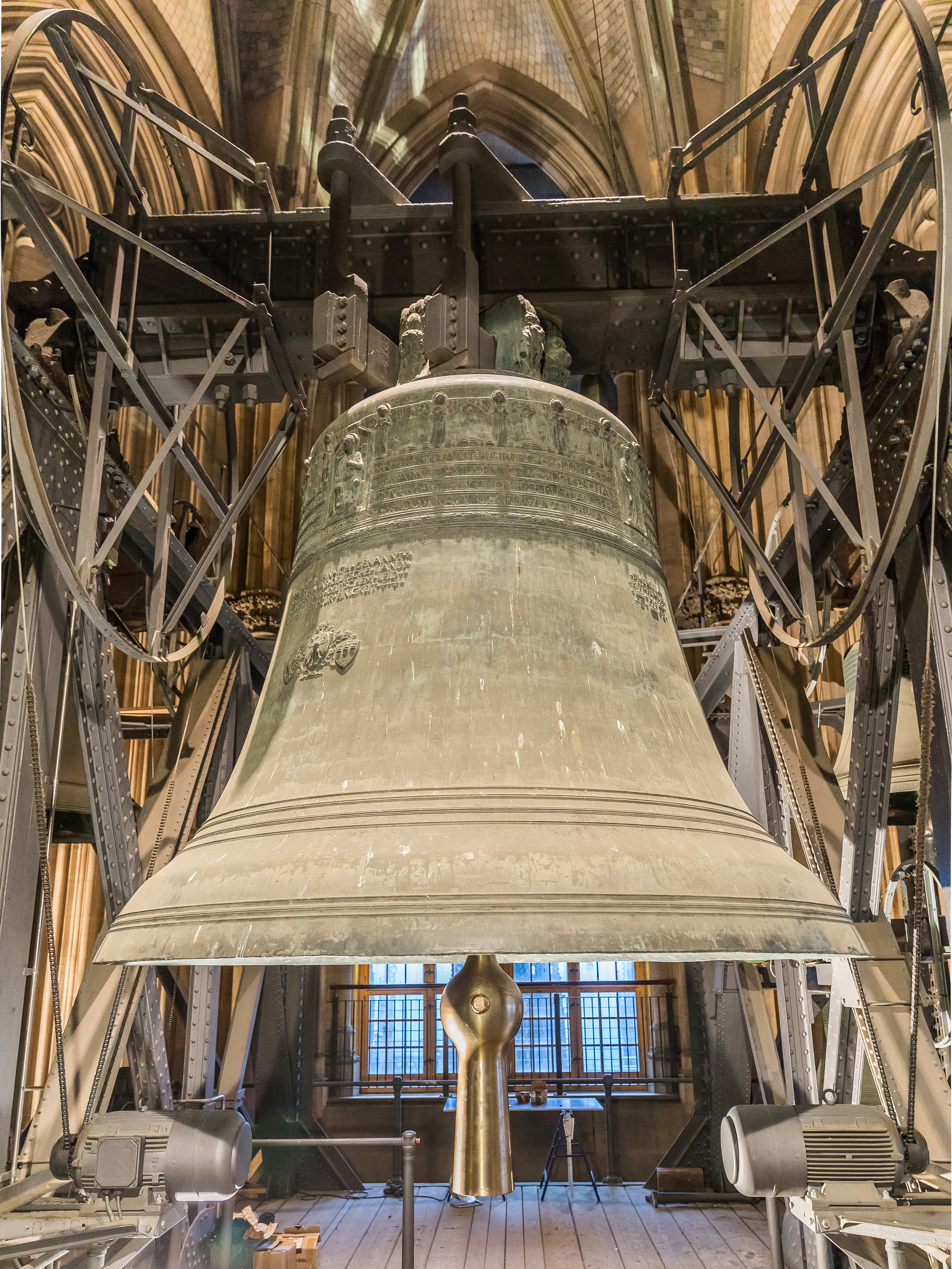
Petersglocke com novos motores de badalo e toque

Sino de São Pedro (orig. em alemão:  Petersglocke [ˌzaŋkt ˈpeːtɐs ˌɡlɔkə]), referido no dialeto Coloniano como Decke ou Dekke Pitter e em linguagem comum como Dicker Pitter (alemão: [ˈdɪkɐ ˈpɪtɐ] ; ou seja "Fat or Big Peter"), é o maior sino da Catedral de Colônia. Foi lançado em 1923 por Heinrich Ulrich em Apolda e está pendurado no campanário da torre sul. Com um peso de aproximadamente 24,000 kg (53,000 lb), um badalo pesando ~ 700 kg (1,500 lb) e um diâmetro de 322 cm (10 ft 7 in), é o segundo maior (montado horizontalmente) sino tocável livremente balançando do mundo, depois do sino da Catedral da Salvação do Povo.

## História
Quando o sino foi lançado em 1923, o fundador do sino se recusou a receber marcos alemães como pagamento por causa da hiperinflação. Em vez disso, o Capítulo da Catedral pagou 5.000 dólares americanos. O antecessor do sino foi o "Sino do Imperador" (orig. Alemão: Kaiserglocke) ou Gloriosa de 1873 que em 27,180 kg (59,920 lb) era ainda mais pesado que o sino de São Pedro. Em 1918 foi derretido, por causa da má qualidade do som e do tom inadequado. Seu metal foi usado para fins de guerra. Durante seus trinta anos de vida, ele foi regularmente colocado fora de serviço para tentar consertar o som inadequado. Por causa disso, o sino foi apelidado de Große Schweigerin, ou "grande silêncio".

### A rachadura
Em 1951, 110 cm (3.6 ft) de uma longa rachadura apareceu no sino. Foi soldado em 1956 pela empresa Lachenmeyer de Nördlingen. Após os reparos, o sino recebeu um badalo novo e mais leve (aprox. 600 kg (1,300 lb) ), e foi girado aproximadamente 20 graus para que o badalo não atingisse a área danificada.

### O badalo quebrado
Em 6 de janeiro de 2011, o badalo quebrou e caiu no chão abaixo. Os quatro sensores de terremoto na catedral registraram. Como não podia ser reparado, um novo foi moldado e instalado em dezembro do mesmo ano. Mais tarde, descobriu-se que o acidente aconteceu porque a válvula não havia sido instalada corretamente na década de 1950, aumentando assim o desgaste, o que consequentemente levou à degradação do material. O novo badalo pesa aprox. 600 kg (1,300 lb) e tem 3.20 m (10 ft 6 in) longo. Foi instalado em 2 de dezembro de 2011 e foi tocado pela primeira vez em 7 de dezembro de 2011. Os trabalhadores instalaram dois novos motores elétricos de campainha (500 rpm), que se harmonizaram com o novo badalo. Os motores antigos trabalhavam com 750 rpm.

## Tempos de toque
O sino só é tocado em ocasiões especiais e solenidades. A declaração ou morte de um arcebispo de Colônia ou de um papa, bem como a investidura de um novo arcebispo também justificam a portagem de São Pedro. Todos os sinos da catedral tocaram na véspera de 28 de março de 1936, um Friedensappell ("apelo de paz") de Hitler, que ele fez em Colônia devido às eleições do Reichstag. Da mesma forma, o St. Petersglocke declarou o fim da Segunda Guerra Mundial sobre as ruínas da cidade de Colônia em 1945, e em 1990 a reunificação da Alemanha. Em regra, St. Petersgloke toca sozinho por dez minutos antes de todos os outros, que se juntam de acordo com a ordenança geral de toque. No entanto, nem todos os sinos da Torre Sul serão tocados todas as vezes. Para a Festa da Imaculada Conceição os sinos 1–6 são tocados e para a Vigília de Natal os sinos 1–3.
| Data/Dia                   | Tempo                                             | Ocasião                                                                           |
| -------------------------- | ------------------------------------------------- | --------------------------------------------------------------------------------- |
| 7 de dezembro              | 19:30                                             | Pré-toque para a Solenidade da Imaculada Conceição da Bem-Aventurada Virgem Maria |
| 8. dezembro                | 09:35                                             | Solenidade da Imaculada Conceição da Virgem Maria (domingos)                      |
| 8. dezembro                | 18:05                                             | Solenidade da Imaculada Conceição da Bem-Aventurada Virgem Maria (Dias da semana) |
| 24 de dezembro             | 19:15                                             | Pré-toque para a Solenidade da Natividade do Senhor na Véspera de Natal           |
| 24 de dezembro             | 23:05                                             | Vigília de Natal na véspera de Natal (junto com a Pretiosa e a Speciosa)          |
| 25 de dezembro             | 09:35                                             | Dia de Natal                                                                      |
| 1º de janeiro              | 00:00                                             | Pré-toque para o ano novo (carrilhões completos)                                  |
| 5 de janeiro               | 19:30                                             | Pré-toque para a Solenidade da Epifania do Senhor                                 |
| 6 de janeiro               | 09:35                                             | Epifania do Senhor/Dia dos Três Reis                                              |
| Sábado Santo               | ≈23:15                                            | Glória da Páscoa para a Vigília Pascal (Carrilhões cheios)                        |
| domingo de Páscoa          | 09:35                                             | Ressurreição do Senhor                                                            |
| Véspera do Dia da Ascensão | 19:30                                             | Pré-toque para o Dia da Ascensão                                                  |
| Dia de Ascensão            | 09:35                                             | Solenidade da Ascensão do Senhor                                                  |
| Véspera de Pentecostes     | 19:30                                             | Pré-toque para a Solenidade de Pentecostes                                        |
| Pentecostes                | 09:35                                             | Solenidade de Pentecostes                                                         |
| Véspera de Corpus Christi  | 19:30                                             | Pré-toque para a Solenidade de Corpus Christi                                     |
| Corpus Christi             | 09:35                                             | Solenidade de Corpus Christi                                                      |
| Corpus Christi             | Procissão e <br> Entrada do Santíssimo Sacramento | Solenidade de Corpus Christi (degrau solo)                                        |
| 28 de junho                | 19:30                                             | Pré-toque para a festa alta/padroeira de São Pedro e São Paulo                    |
| 29 de junho                | 09:35                                             | Festa do Alto/Patrocínio de São Pedro e São Paulo (domingo)                       |
| 29 de junho                | 18:05                                             | Festa do Alto/Patrocínio de São Pedro e São Paulo (dias de semana)                |
| 31 de outubro              | 19:30                                             | Pré-toque na véspera de Todos os Santos                                           |
| 1º de novembro             | 09:35                                             | Todos os Santos / Dia de Todos os Santos                                          |

## Galeria

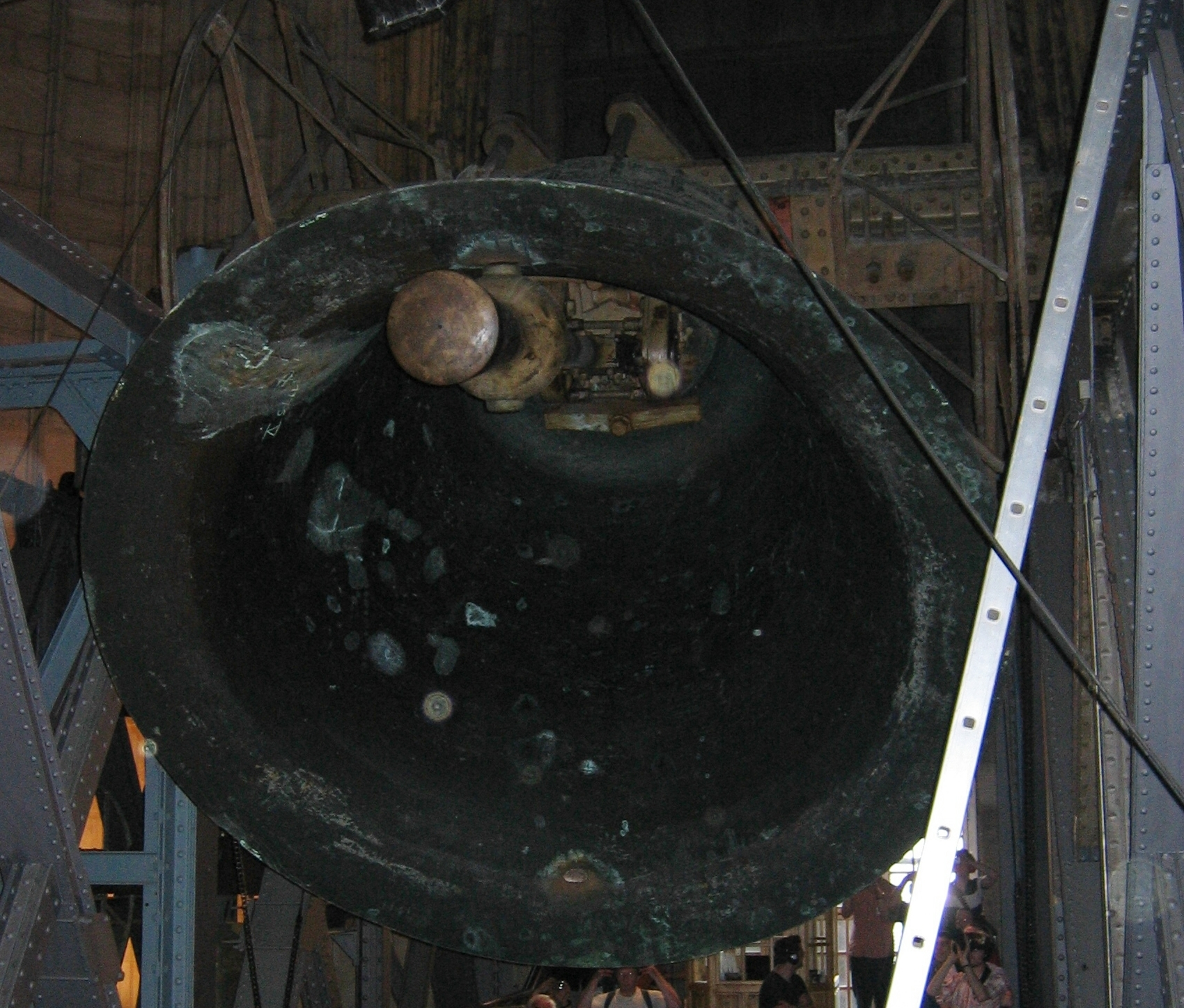
Nesta imagem, a área danificada da rachadura pode ser vista à esquerda do badalo
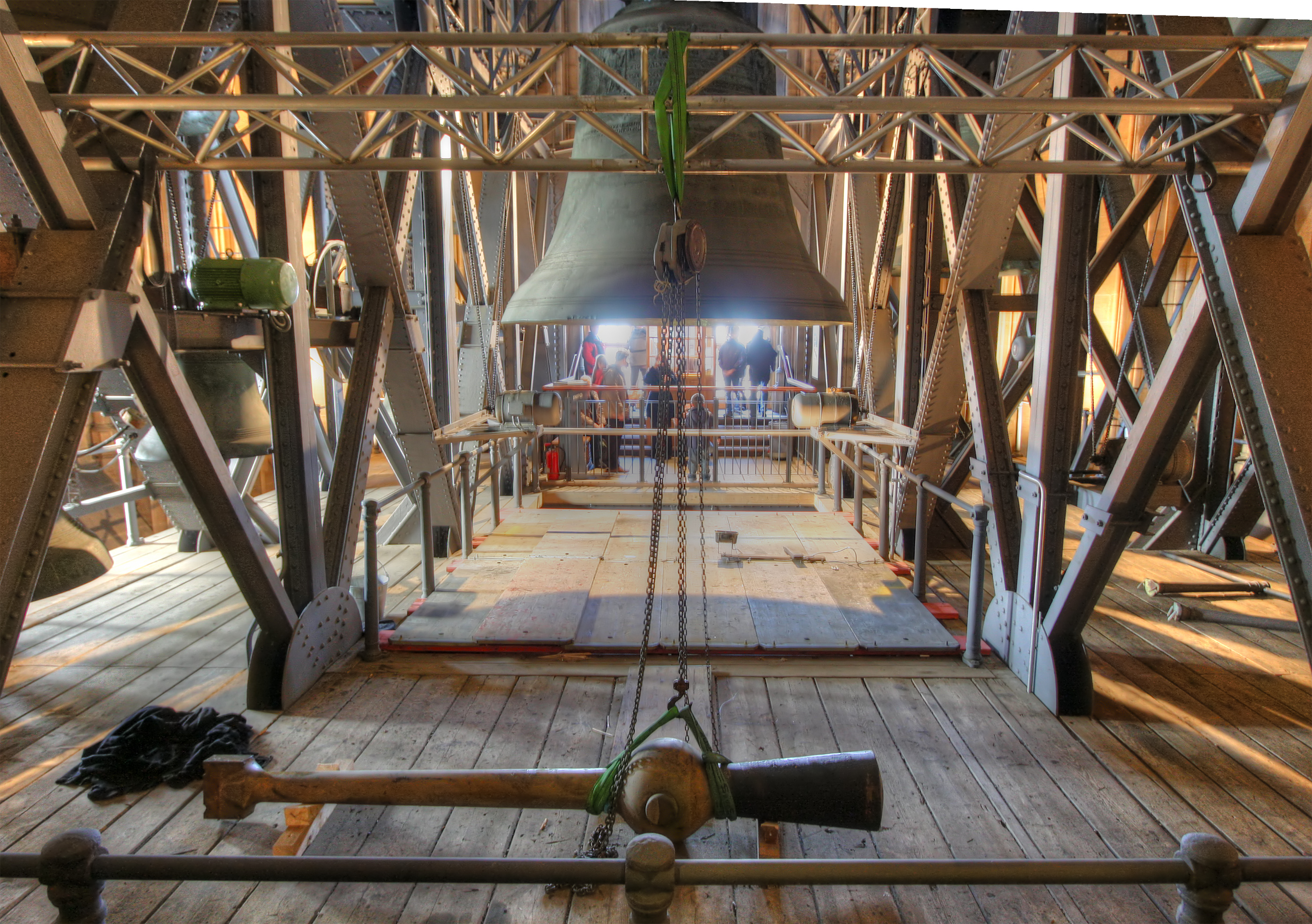
O sino de Pedro com o badalo quebrado
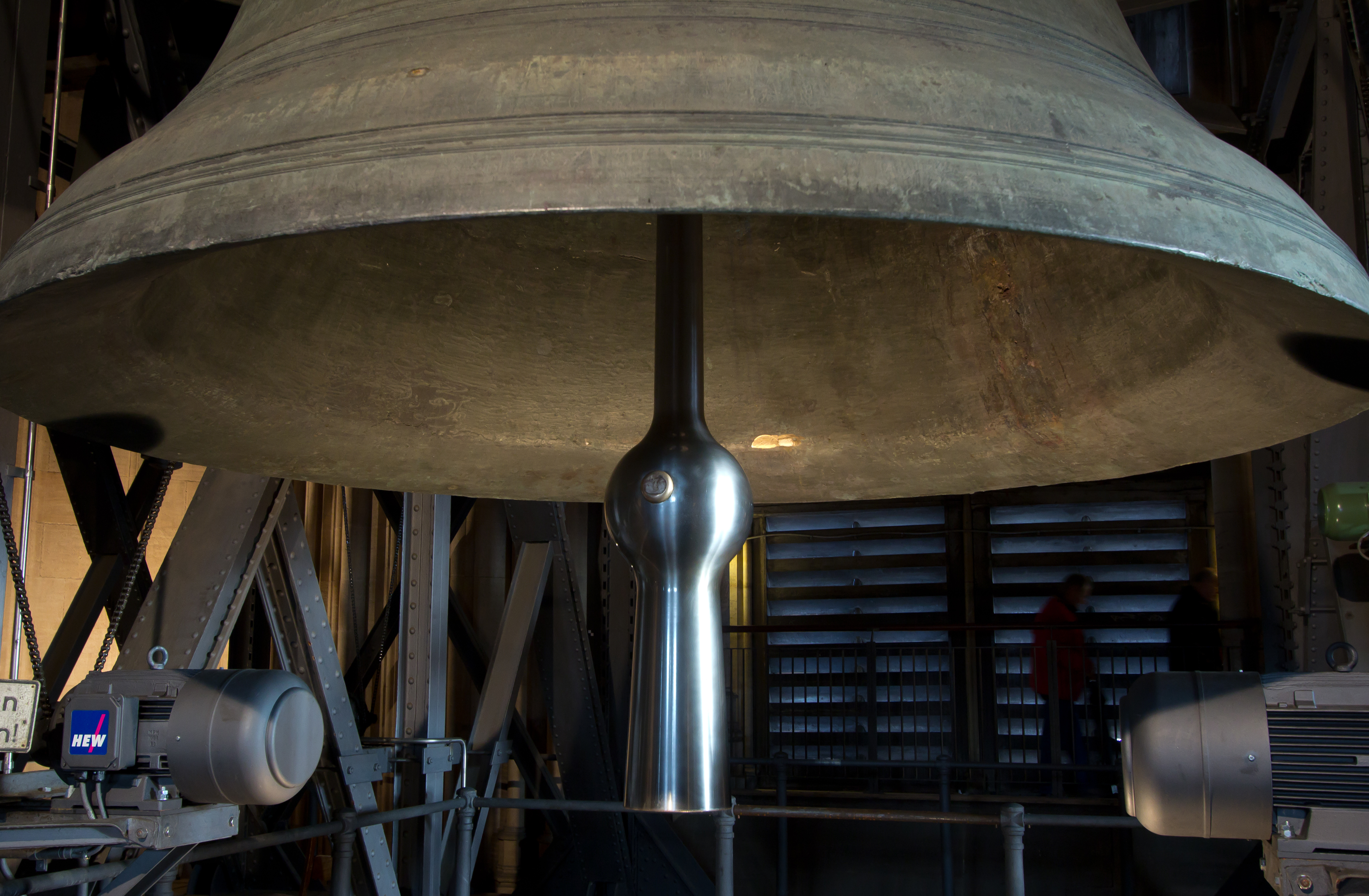
O sino de Pedro com o novo badalo
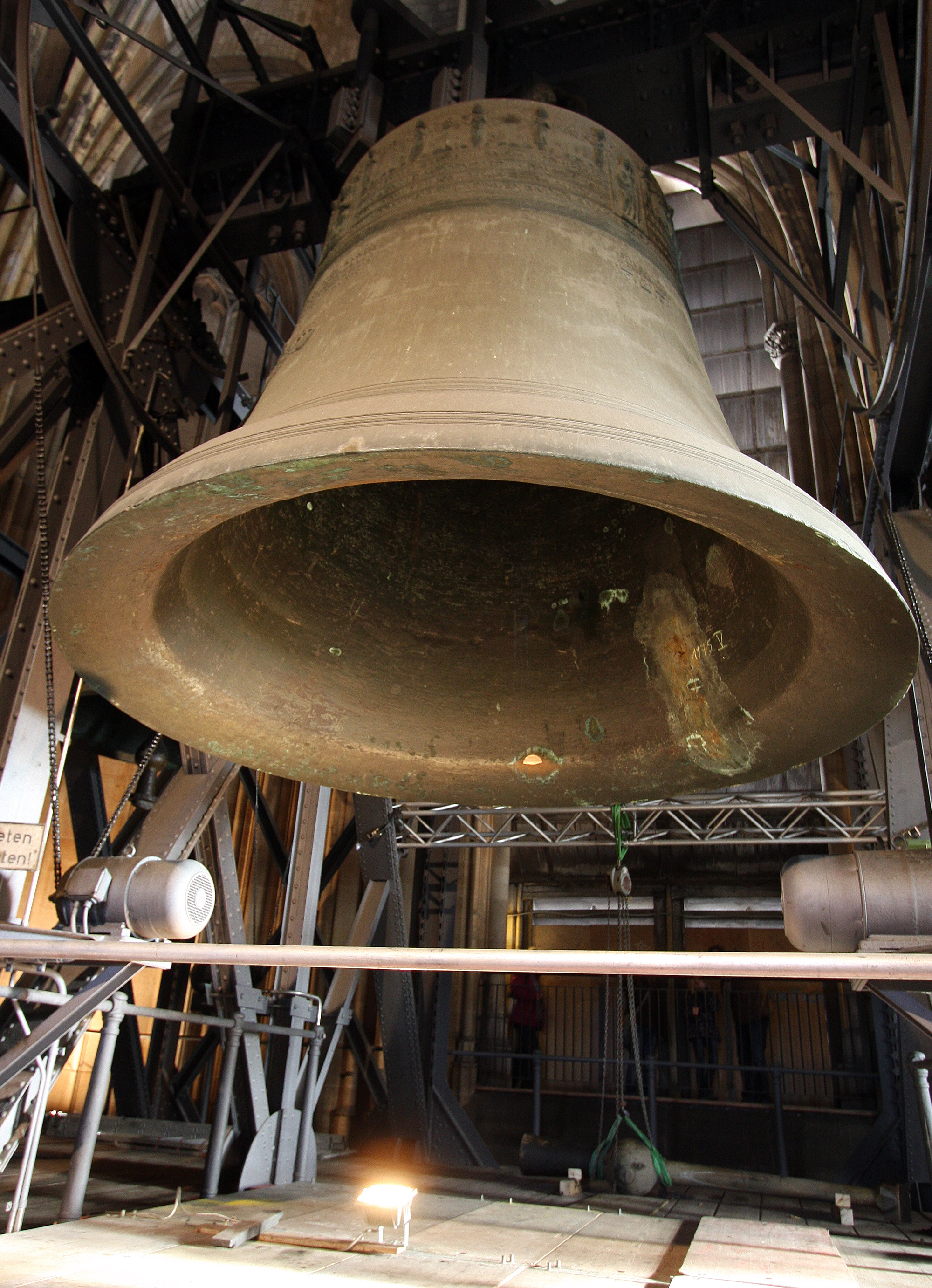
O Sino de Pedro sem badalo